# یاوورنیتسه
یاوورنیتسه (به چکی: Javornice) یک منطقهٔ مسکونی در جمهوری چک است که در ناحیه ریخنوف ناد کنیژنوو واقع شده‌است.